# Ядерное оружие

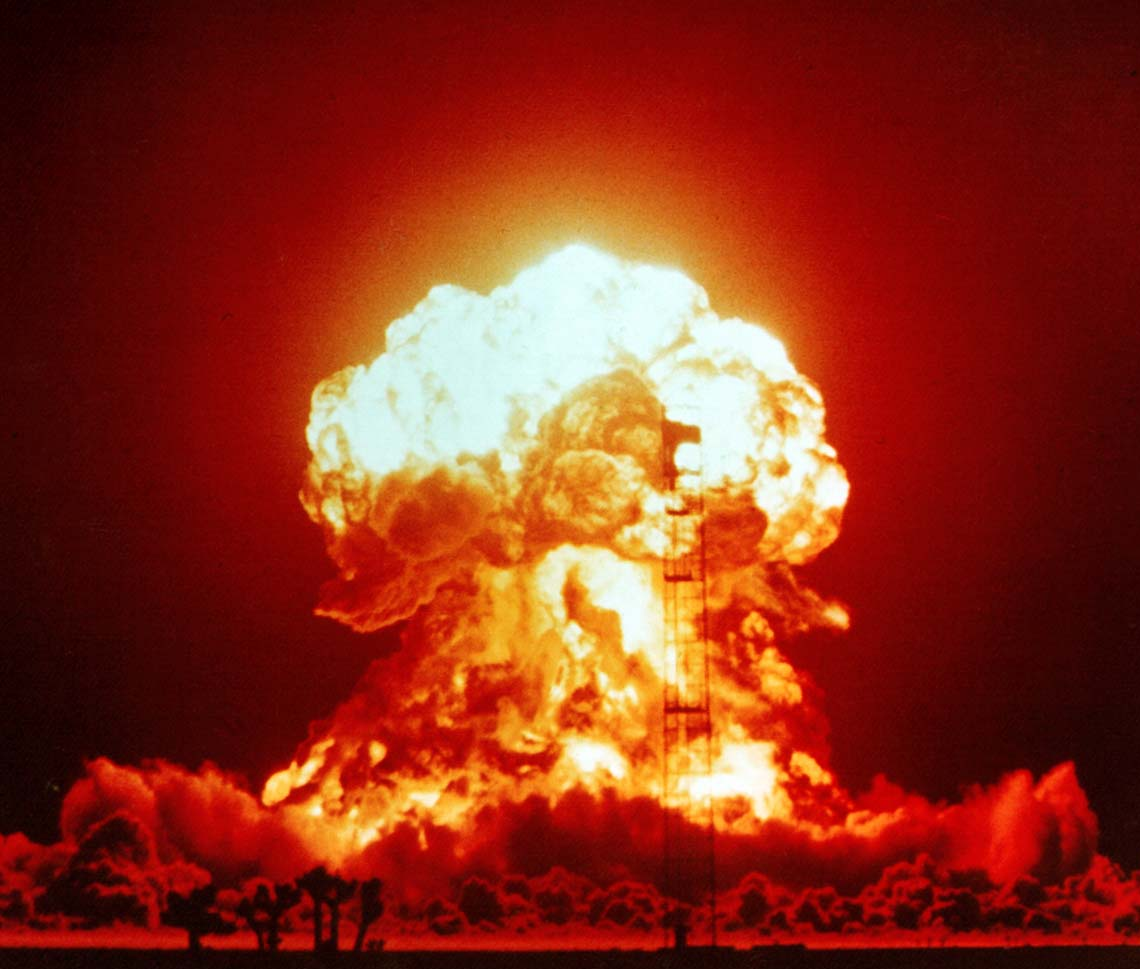
Ядерный гриб от атомной бомбы мощностью 23 кт. на испытаниях (Невада, 1953 год)

Ядерное (или атомное) ору́жие — оружие массового поражения, действие которого основано на поражающих факторах ядерного или термоядерного взрыва. Является одним из видов оружия массового поражения, основанным на разрушительной энергии, получаемой от ядерных реакций деления (оружие деления) или сочетания реакций деления и синтеза (термоядерное оружие). Оба типа бомб выделяют большое количество энергии из относительно небольшого количества вещества: одно ядерное устройство размером с обычную бомбу может разрушить целый город под действием мощной ударной волны, светового излучения и проникающей радиации.
В военных действиях ядерное оружие было использовано всего дважды: при бомбардировке японских городов Хиросима и Нагасаки вооружёнными силами США в 1945 году во время Второй мировой войны. Согласно подсчётам некоторых учёных, ядерная война с эквивалентом в 100 ядерных взрывов размера бомбардировки Хиросимы может привести к десяткам миллионов жертв из-за долгосрочных изменений климата планеты (ядерная зима), не учитывая прямых жертв взрывов. 

## Принцип действия
Действие ядерного оружия основано на использовании энергии взрыва ядерного взрывного устройства, высвобождающейся в результате неуправляемой лавинообразно протекающей цепной реакции деления тяжёлых ядер и/или реакции термоядерного синтеза.

### Ядерные взрывные устройства
Существует ряд веществ, способных привести к цепной реакции деления. В ядерном оружии используются уран-235 или плутоний-239. Уран в природе встречается в виде смеси трёх изотопов: 238U (99,2745 % природного урана), 235U (0,72 %) и 234U (0,0055 %). Цепную ядерную реакцию поддерживает только изотоп 235U. Для обеспечения максимальной энергоёмкости уранового взрывного устройства (урановой ядерной бомбы) содержание 235U в нём должно быть не менее 80 %. Поэтому при производстве оружейного урана для повышения доли 235U выполняют обогащение урана. Обычно в ядерном оружии используют 235U с обогащением выше 90 %, либо 239Pu с обогащением 94 %. Также были созданы экспериментальные ядерные заряды на базе 233U, но 233U не нашёл применения в ядерном оружии, несмотря на меньшую критическую массу урана-233 по сравнению с ураном-235, из-за примеси 232U, продукты распада которого создают жёсткое проникающее излучение, опасное для персонала, обслуживающего такое ядерное оружие.
Альтернативой процессу обогащения урана служит создание плутониевых ядерных взрывных устройств на основе изотопа плутоний-239 в качестве основного ядерного взрывчатого вещества. Плутоний не встречается в природе, и этот элемент получают искусственно, облучая нейтронами 238U. Технологически такое облучение осуществляют в ядерных реакторах. После облучения уран с полученным плутонием отправляют на радиохимический завод, где химическим способом извлекают наработанный плутоний. Регулируя параметры облучения в реакторе, добиваются преимущественной наработки нужного изотопа плутония.

### Термоядерные взрывные устройства
В термоядерном взрывном устройстве высвобождение энергии происходит в процессе сверхбыстрой (взрывной) реакции термоядерного синтеза дейтерия и трития в более тяжёлые элементы. При этом в реакции термоядерного синтеза заключён основной источник энергии взрыва. Основное рабочее вещество большинства современных термоядерных взрывных устройств — дейтерид лития. Подрыв основного боевого заряда — заряда дейтерида лития — выполняется маломощным встроенным ядерным взрывным устройством, выполняющим функцию детонатора (при взрыве ядерного взрывного устройства-детонатора выделяется энергия, более чем достаточная для запуска взрывной термоядерной реакции). Реакции термоядерного синтеза — намного более эффективный источник энергии, и, кроме того, возможно конструктивным усовершенствованием делать термоядерное взрывное устройство сколь угодно мощным, то есть отсутствуют принципиальные физические ограничения мощности термоядерного взрывного устройства.

### Ядерные взрывные устройства с усилением (бустингом)
Особый подкласс ядерных взрывных устройств (деления) — ядерные устройства с усилением (бустингом). Ядерное оружие с усилением — это заряд деления, мощность взрыва которого увеличивается за счёт небольшого количества термоядерных реакций, но это не термоядерная бомба. В усиленном заряде деления нейтроны, образующиеся в результате реакций синтеза, служат в первую очередь для повышения эффективности заряда деления. Существует два типа зарядов деления с усилением (бустированием): с внутренним бустированием (или бустированием ядра), в котором смесь дейтерия и трития впрыскивается в центральную часть ядра заряда, и с внешним бустированием (или бустированием тампера), в котором концентрические оболочки из дейтерида лития 6 и обедненного урана (тампера) наслаиваются снаружи основного заряда деления. Внешний метод бустирования использовался в советской экспериментальной ядерной бомбе РДС-6с («Слойке»), первом частично термоядерном одноступенчатом оружии, и позже, в созданном на его основе, в единственном экземпляре, и испытанном бестритиевом заряде РДС-27. Однако, в дальнейшем оказалось, что такая схема зарядов тупиковая, быстро устарела и больше не использовалась, из-за целого ряда присущих ей недостатков.
Основное физическое отличие ядерного взрывного устройства с термоядерным усилением от термоядерного взрывного устройства в том, что большая часть от общего выделения энергии в таком ядерном взрывном устройстве с усилением приходится на основной заряд делящегося вещества (на реакции деления).
Общей особенностью ядерных взрывных устройств с усилением — является намного большая (на десятки процентов) мощность, чем у ядерного взрывного устройства без такового, за счёт большего коэффициента использования делящегося вещества.

### Другие типы
Другие типы ядерного оружия:
- Нейтронная бомба — основное поражающее действие которой основано на нейтронном излучении, поражающим живую силу противника, например, защищенную бронёй танка.
- Также теоретически возможно, но не известно о практическом использовании, создание радиологических бомб («грязных» бомб), в которых под действием быстрых нейтронов термоядерного синтеза образуются в большом количестве радиоактивные изотопы кобальта, цинка, тантала и др., которые могут на достаточно длительное время заражать значительную территорию противника, (см. кобальтовая бомба), но при этом, из-за слабости ударной волны, обойтись без значительного разрушения инфраструктуры.

## Виды ядерных взрывов
Ядерные взрывы могут быть следующих видов:
- воздушный — в тропосфере;
- высотный — в верхних слоях атмосферы и в ближнем околопланетном космосе;
- космический — в дальнем околопланетном космосе и далее;
- наземный взрыв — у самой земли либо непосредственно на поверхности земли;
- подземный взрыв (под поверхностью земли);
- надводный (у самой поверхности воды);
- подводный (под водой).

## Поражающие факторы

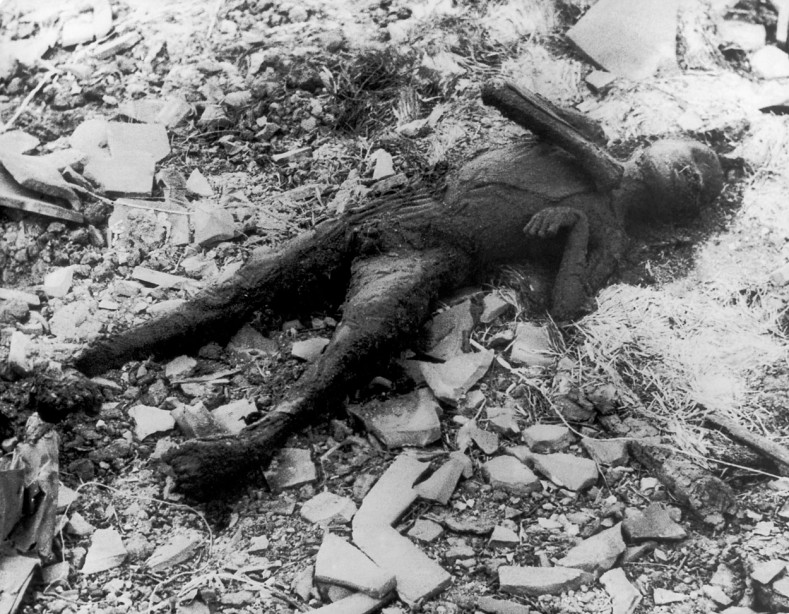
Обуглившееся тело мальчика, погибшего от атомной бомбардировки города Нагасаки, фото 10 августа 1945 года (см. ещё фото жертв)

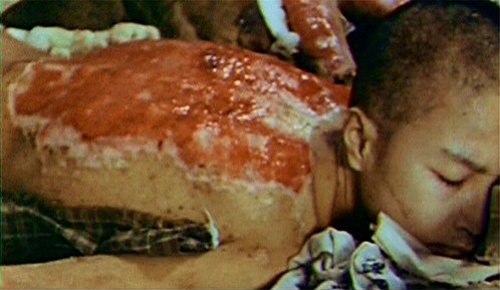
Последствия ядерного взрыва: Сумитэру Танигути

При подрыве ядерного боеприпаса происходит ядерный взрыв, поражающими факторами которого являются:
- ударная волна
- световое излучение
- проникающая радиация
- радиоактивное заражение
- электромагнитный импульс (ЭМИ)

Соотношение мощности воздействия различных поражающих факторов зависит от конкретной физики ядерного взрыва. Например, для термоядерного взрыва характерны более сильные, чем у так называемого атомного взрыва, световое излучение, гамма-лучевой компонент проникающей радиации, но значительно более слабые корпускулярный компонент проникающей радиации и радиоактивное заражение местности.
Люди, непосредственно подвергшиеся воздействию поражающих факторов ядерного взрыва, кроме физических повреждений, которые зачастую смертельны для человека, испытывают мощное психологическое воздействие от ужасающей картины взрыва и разрушений. Электромагнитный импульс (ЭМИ) непосредственного влияния на живые организмы не оказывает, но может нарушить работу электронной аппаратуры (ламповая электроника и фотонная аппаратура сравнительно нечувствительны к воздействию ЭМИ).

## Классификация ядерных боеприпасов
Все ядерные боеприпасы могут быть разделены на две основные категории:
- ядерные («атомные») — однофазные или одноступенчатые взрывные устройства, в которых основной выход энергии происходит от ядерной реакции деления тяжёлых ядер (урана-235 или плутония-239) с образованием более лёгких элементов;
- ядерные («атомные») — однофазные или одноступенчатые взрывные устройства с термоядерным усилением (бустингом), которые подразделяются на устройства с внутренним бустированием, и на устройства с внешним бустированием.
- термоядерные («водородные») — двухфазные или двухступенчатые взрывные устройства, в которых последовательно развиваются два физических процесса, локализованных в различных областях пространства: на первой стадии основным источником энергии является реакция деления тяжёлых ядер, а на второй реакции деления и термоядерного синтеза используются в различных пропорциях, в зависимости от типа и настройки боеприпаса.
- термоядерные («водородные») — трёхфазные или трёхступенчатые взрывные устройства, в которых последовательно развиваются три физических процесса, локализованных в различных областях пространства. В отдельную категорию следует выделить трёхступенчатое термоядерное оружие, используемое для создания термоядерных взрывных устройств сверхбольшой мощности (мощностью от нескольких, предположительно, от 2,5—5 мегатонн до десятков мегатонн. Связано это с тем, что 1 ступень деления не может обеспечить достаточное количество энергии рентгеновского излучения, которое необходимо для обеспечения взрыва «больших» термоядерных ступеней. В трёхступенчатых устройствах 1 ступень деления (с мощностью взрыва до десятков килотонн), используется для радиационной имплозии 2 («небольшой») термоядерной ступени, (с мощностью взрыва в несколько сотен килотонн), и уже излучение этой 2 термоядерной ступени (вместе с излучением 1 ступени) используется для радиационной имплозии 3 («большой») термоядерной ступени, с мощностью взрыва от 2,5—5 мегатонн до многих десятков мегатонн. Примером трёхступенчатого оружия созданного в СССР являлась так называемая «Царь-бомба» (АН-602), в которой 2 небольшие 1 ступени деления (с мощностью взрыва до десятков килотонн), использовались для радиационной имплозии 2 («небольших») термоядерных 2 ступеней (с мощностью взрыва по 750 килотонн), и уже излучение этих 2 термоядерных ступеней (вместе с излучением 1 ступеней) использовалось для радиационной имплозии 3 («большой») термоядерной ступени, (с мощностью взрыва от 50 мегатонн до 100 мегатонн). В «Царь-бомбе» (АН-602) две первые и две вторые ступени размещались симметрично с 2 сторон от третьей («большой») термоядерной ступени, по так называемой «бифилярной» схеме.

По этому же принципу, который использовали для создания трёхфазных или трёхступенчатых взрывных устройств, возможно создание термоядерного оружия с ещё большим числом ступеней, например, 4 и более ступеней, с мощностью в сотни и тысячи мегатонн (гигатонны), но по целому ряду причин, никакой практической необходимости в этом нет.

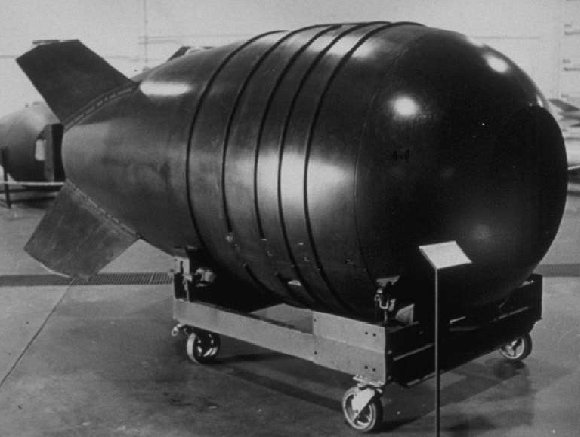
Американская атомная бомба Mk.6

Реакция термоядерного синтеза, как правило, развивается внутри делящейся сборки и служит мощным источником дополнительных нейтронов. Только ранние ядерные устройства в 1940-х годах, немногочисленные бомбы пушечной сборки в 1950-х, некоторые ядерные артиллерийские снаряды, а также, возможно, изделия слаборазвитых в плане ядерных технологий государств (ЮАР, Пакистан, КНДР) не используют термоядерный синтез в качестве усилителя мощности ядерного взрыва или главного источника энергии взрыва.
Вторая ступень любого термоядерного взрывного устройства может быть оснащена тампером — отражателем нейтронов. Тампер изготовляется из 238U, который эффективно делится от быстрых нейтронов реакции синтеза. Так достигается многократное увеличение общей мощности взрыва и чудовищный рост количества радиоактивных осадков.
После знаменитой книги «Ярче тысячи солнц», написанной Р. Юнгом в 1958 году по «горячим следам» Манхэттенского проекта, такого рода «грязные» термоядерные боеприпасы довольно часто (с подачи Р. Юнга) принято называть FFF (fission-fusion-fission; деление-синтез-деление) или трёхфазными. Однако этот термин не вполне корректен, и его не стоит использовать. Почти все «FFF» относятся к двухфазным и различаются только материалом тампера, который в «чистом» боеприпасе может быть выполнен из свинца, вольфрама и т. д. , а в «грязном» из 238U. По сведениям из расследования скандалов, связанных с ядерным шпионажем, тампер в современных малогабаритных и мощных боеприпасах изготовляется из 235U, который эффективно делится от любых (быстрых и медленных) нейтронов реакции синтеза, и позволят значительно увеличить мощность взрыва такого боеприпаса, по сравнению с тампером из 238U. Также тампер 2 ступени может быть изготовлен, кроме 238U, или из обогащенного урана с различной степенью обогащения 235U, или из 239Pu, и различных комбинаций указанных выше материалов.

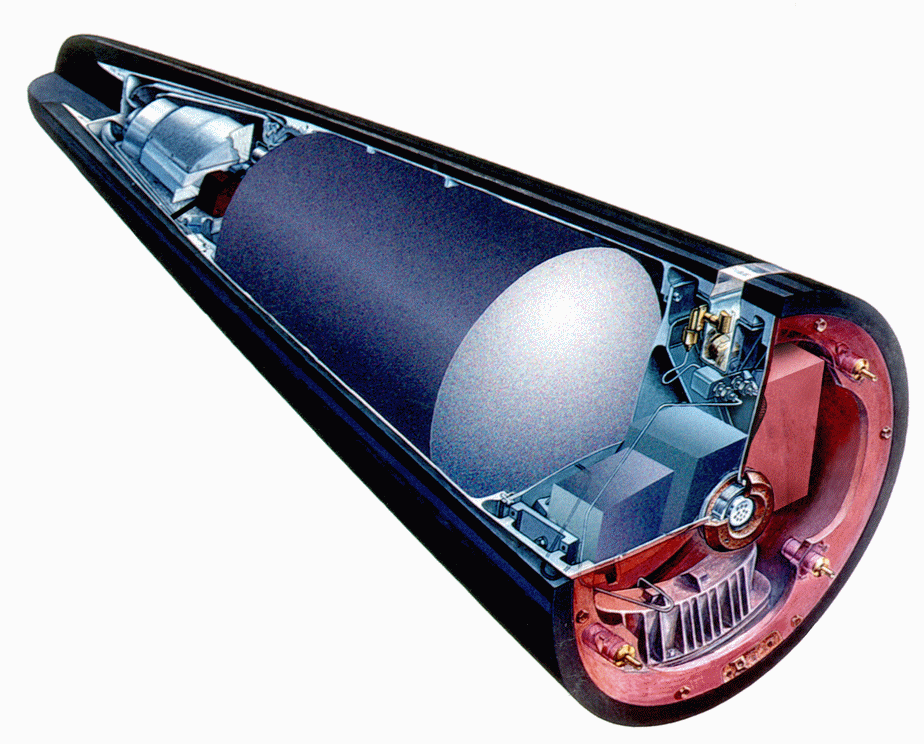
Американская боеголовка W76 и боевой блок Mk-4 в разрезе

Исключением являются устройства типа «Слойки» Сахарова, которые следует отнести к однофазным с бустированием, хотя они имеют слоистую структуру взрывного заряда (ядро из плутония — слой дейтерида лития-6 — слой урана-238). В США такое устройство получило название «Alarm Clock» («Часы с будильником»). Схема последовательного чередования реакций деления и синтеза реализована в двухфазных боеприпасах, в которых можно насчитать до 6 слоёв при весьма «умеренной» мощности. Примером служит относительно современная ракетная боеголовка W88, в которой первая секция (primary) содержит два слоя, вторая секция (secondary) имеет три слоя, и ещё одним слоем является общая для двух секций оболочка из урана-238 (см. рисунок).
Иногда в отдельную категорию выделяется нейтронное оружие — двухфазный боеприпас малой мощности (от 1 кт до 25 кт), в котором 50—75 % энергии получается за счёт термоядерного синтеза. Поскольку основным переносчиком энергии при синтезе являются быстрые нейтроны, при взрыве такого боеприпаса выход нейтронов может в несколько раз превышать выход нейтронов при взрывах однофазных ядерных взрывных устройств сравнимой мощности. За счёт этого достигается существенно больший вес таких поражающих факторов, как нейтронное излучение и наведённая радиоактивность (до 30 % от общего энерговыхода), что может быть важным с точки зрения задачи уменьшения радиоактивных осадков и снижения разрушений на местности при высокой эффективности применения против танковых войск и живой силы. Существуют мифические представления о том, что нейтронное оружие поражает исключительно людей и оставляет в сохранности строения. По разрушительному воздействию взрыв нейтронного боеприпаса в сотни раз превосходит любой неядерный боеприпас.

Сравнение размеров огненных шаров ядерных взрывов

Мощность ядерного заряда измеряется в тротиловом эквиваленте — количестве тринитротолуола, которое нужно взорвать для получения той же энергии. Обычно его выражают в килотоннах (кт) и мегатоннах (Мт) (1 кт = 1000 т, 1 Мт = 1 000 000 т). Тротиловый эквивалент условен: во-первых, распределение энергии ядерного взрыва по различным поражающим факторам существенно зависит от типа боеприпаса, и, в любом случае, сильно отличается от химического взрыва. Во-вторых, просто невозможно добиться полного сгорания соответствующего количества химического взрывчатого вещества.
Принято делить ядерные боеприпасы по мощности на пять групп:
- сверхмалые — менее 1 кт;
- малые (1—10 кт);
- средние (10 — 100 кт);
- крупные (большой мощности) — от 100 кт до 1 Мт;
- сверхкрупные (сверхбольшой мощности) — свыше 1 Мт.

Следует иметь в виду, что повышение точности баллистических ракет позволило уменьшить  мощность их боеголовок, поэтому современные ядерные заряды, как правило, в десять раз менее мощные, чем в начале 1960-х годов. Так, у США имеются высокоточные ядерные боеголовки большой и малой мощности, которые открывают широкие возможности для ответных действий, включая нанесение высокоточных ядерных ударов с применением зарядов малой мощности, что позволяет уменьшить потери среди гражданского населения. Тем не менее, любые наземные ядерные взрывы приводят к выпаданию опасных радиоактивных осадков. В 2006 году группа аналитиков просчитала последствия американского удара боеголовками большой мощности по местам базирования китайских МБР. Хотя стартовые шахты китайских ракет расположены в сельской местности, эта модель выявила, что радиоактивные осадки выпадут на большой территории, и это приведет к гибели 3–4 миллионов человек. При замене наземных взрывов высокой мощности воздушными взрывами малой мощности количество возможных жертв снижается с 3–4 миллионов до менее 700 человек, однако воздушные взрывы не позволяют надёжно поразить цели, особенно укрытые под землей. Для поражения подземных командных пунктов и иных подобных объектов с помощью ядерных зарядов малой мощности требуется использовать специальные системы глубокого проникновения. Также необходимо учитывать, что по достижении некоторого порога чем меньше ядерное устройство, тем меньше вероятность ядерного взрыва. Для того чтобы началась ядерная реакция, необходимо определённое количество (точная цифра засекречена) расщепляющегося вещества, а ядерные устройства мощностью менее одной килотонны становятся все менее и менее надёжны по мере уменьшения их размера.

## Варианты детонации ядерных боеприпасов
Существуют две основные схемы детонации: пушечная, иначе называемая баллистической, и имплозивная. Отметим, что практически во всех современных «зарядах» используются оба принципа в их комбинации. «Пушечная» схема представляет собой метод набора надкритической массы делящегося вещества сборки (либо других вариантов управления, например «глушения» аварийного) путём введения в неё различных регулировочных элементов (как в абсолютно любом реакторе). Имплозивная схема — это метод достижения и превышения критической массы заряда делящегося вещества посредством сжатия заряда делящегося вещества ударными волнами взрывов неядерных взрывных зарядов, направленными на его центр.

### Пушечная схема

Боеприпас пушечной схемы.
,
,
,

Возможность преждевременного развития цепной реакции до полного соединения блоков

«Пушечная схема» использовалась в некоторых моделях ядерных боеприпасах первого поколения. Суть пушечной схемы заключается в выстреливании зарядом пороха одного блока делящегося материала докритической массы («пулей») в другой — неподвижный («мишень»). Блоки рассчитаны так, что при соединении с некоторой расчётной скоростью их общая масса становится надкритической, массивная оболочка заряда обеспечивает выделение значительной энергии (десятки килотонн Т. Э.) раньше, чем блоки испарятся. Конструкция заряда также обеспечивала предотвращение испарения «снаряда и мишени» до момента развития необходимой скорости, также в ней были приняты меры по снижению этой скорости с 800 м/с до 200—300 м/с, что позволило значительно облегчить конструкцию. Также были приняты специальные меры по предотвращению разрушения «снаряда» в момент «выстрела», так как перегрузки при его разгоне по столь короткому «стволу» были значительными.
Данный способ детонации возможен только в урановых боеприпасах, так как плутоний имеет на два порядка более высокий нейтронный фон, что резко повышает вероятность преждевременного развития цепной реакции до соединения блоков, приводя к неполному выходу энергии — т. н. «шипучке», (англ. fizzle). В случае использовании плутония в боеприпасах пушечной схемы требуемая скорость соединения частей заряда была технически недостижимой. Кроме того, уран лучше, чем плутоний выдерживает механические перегрузки. Поэтому плутониевые бомбы используют имплозивную схему подрыва, которая технически значительно более сложна и требует большого объёма инженерных расчётов.

Устройство боеприпаса L-11 «Little Boy»:
,
,
,
,
,
,
,
,
,
,
,
,
,
,
,
,
,
,
,
,
,
,
,

Классическим примером пушечной схемы является бомба «Малыш» («Little Boy»), сброшенная на Хиросиму 6 августа 1945 г. Уран для её производства был добыт в Бельгийском Конго (ныне Демократическая Республика Конго), в Канаде (Большое Медвежье озеро) и в США (штат Колорадо). Этот уран, напрямую добытый из шахт, использовать в столь простой и технологичной бомбе было нельзя. В действительности, природный уран требовал операции обогащения. Для получения обогащённого урана по технологиям тех лет потребовалось возвести огромные производственные здания протяжённостью до километров и стоимостью в миллиарды долларов (в ценах того времени). Выход же высокообогащённого урана был довольно невелик, а процесс его получения был невероятно энергозатратным, что и определяло огромную стоимость каждого боеприпаса. Тем не менее, конструкция первой «пушечной» бомбы по существу представляла собой некоторую доработку серийного артиллерийского орудия. Так, в бомбе «Little Boy» использовался укороченный до 1,8 м ствол морского орудия калибра предположительно 164 мм. При этом урановая «мишень» представляла собой цилиндр диаметром 100 мм и массой 25,6 кг, на который при «выстреле» надвигалась цилиндрическая «пуля» массой 38,5 кг с соответствующим внутренним каналом. Такая, на первый взгляд, странная конструкция была выбрана для снижения нейтронного фона мишени: в нём она находилась не вплотную, а на расстоянии 59 мм от нейтронного отражателя (тампера). В результате риск преждевременного начала т. н. «шипучки» снижался до нескольких процентов.
Позднее на основе этой схемы американцы изготовили 240 артиллерийских снарядов в трёх производственных сериях. Снаряды эти выстреливались из обычной пушки. К концу 1960-х все эти снаряды были ликвидированы из-за большой опасности ядерного самоподрыва.

### Имплозивная схема.

Принцип действия имплозивной схемы подрыва — по периметру делящегося вещества взрываются заряды конвенционального ВВ, которые создают взрывную волну, «сжимающую» вещество в центре и инициирующую цепную реакцию

Имплозивная схема детонации использует обжатие делящегося материала сфокусированной ударной волной, создаваемой взрывом химических взрывных зарядов. Для фокусировки ударной волны используются так называемые взрывные линзы. Подрыв производится одновременно во многих точках с высокой точностью. Это достигается при помощи детонационной разводки: от одного взрывателя по поверхности сферы расходится сеть канавок, заполненных взрывчатым веществом. Форма сети и её топология подбираются таким образом, чтобы в конечных точках взрывная волна через отверстия в сфере достигала центров взрывных линз одновременно (на первых зарядах каждая линза подрывалась собственным детонатором, для чего управляющее устройство должно было подать на все синхронный импульс). Формирование сходящейся ударной волны обеспечивалось использованием взрывных линз из «быстрой» и «медленной» взрывчаток — Composition B (рус. композиция B, сокр. «comp B») — смесевое взрывчатое вещество, представляющее собой взвесь порошка гексогена (RDX) в расплаве тринитротолуола (TNT) и боратола (смесь тринитротолуола с нитратом бария), и некоторыми добавками (см. анимацию). Создание подобной системы расположения взрывчатки и подрыва являлось в своё время одной из наиболее сложных и трудоёмких задач. Для её решения потребовалось выполнить гигантский объём сложных вычислений по гидро- и газодинамике. По такой схеме было исполнено первое ядерное взрывное устройство «Gadget» (англ. gadget — приспособление), взорванное на башне с целью проверки на практике работы имплозивной схемы в ходе испытаний «Trinity» («Троица») 16 июля 1945 года на полигоне неподалёку от местечка Аламогордо в штате Нью-Мексико. Вторая из применённых атомных авиабомб — «Толстяк» («Fat Man»), — сброшенная на Нагасаки 9 августа 1945 года, была исполнена по такой же схеме. Фактически, «Gadget» был лишённым внешней оболочки прототипом «Толстяка». В этой атомной бомбе в качестве нейтронного инициатора был использован так называемый «ёжик» (англ. urchin) (технические подробности см. в статье «Толстяк»). Впоследствии эта схема была признана малоэффективной, и неуправляемый тип нейтронного инициирования почти не применялся в дальнейшем.

#### Бустеризация ядерного взрыва
Так называемая бустеризация ядерного взрыва дейтериево-тритиевой смесью была задумана американскими ядерщиками ещё в 1947—1949 годах. Но применение этой схемы стало возможным только в 50-х годах. Так, ядерная бомба Orange Herald мощностью в 720 кт из 17 кг 235U, была испытана британскими специалистами 31 мая 1957 года и имела в центре сборки гидриды лития-6, но с дейтерием (дейтерид лития) и тритием (тритид лития) (LiD/LiT).
В современных ядерных боеприпасах (на основе реакции деления) в центре полой сборки обычно размещается (закачивается перед детонацией) небольшое количество (граммы (порядка 3-6 грамм)) термоядерного топлива (дейтерия и трития) в виде газа (из-за распада трития его в ядерных боеприпасах надо обновлять раз в несколько лет).
Этот дейтериево-тритиевый газ при ядерном взрыве неизбежно нагревается, сжимается ещё в самом начале процесса деления до такого состояния, что в нём начинается мизерная по объёму термоядерная реакция синтеза, которая даёт незначительный прирост общего выхода энергии — для примера: 5 граммов такого газа в ходе реакции синтеза дают прирост лишь в 1,73 % от общей мощности взрыва в 24 кт для небольшой ядерной бомбы из 4,5 кг плутония. Но нейтроны при бустеризации позволяют полностью прореагировать в реакции деления 1,338 кг плутония или 29,7 % от всей массы плутония — в бомбах без бустеризации доля полностью прореагировавшего плутония ещё меньше (около 13 % — как у бомбы «Fat Man»). Выделяющиеся от этой небольшой по объёму реакции синтеза (прямо в центре сборки) многочисленные высокоэнергичные (быстрые) нейтроны инициируют новые цепные реакции во всем объёме сборки и тем самым возмещают убыль нейтронов, покидающих активную зону реакции во внешних частях сборки. Потому это устройство часто именуется на схемах как дейтерий-тритиевый инициатор нейтронов.
Нейтроны при бустеризации имеют энергию около 14 МэВ, что в 14 раз больше энергии «обычных» нейтронов от реакции деления. Поэтому они дают при столкновении с ядром делящегося материала больше вторичных нейтронов (4,6 против 2,9 для случая плутония Pu-239).
Применение подобных инициаторов приводит к многократному росту энергетического выхода от реакции деления и более эффективному использованию основного делящегося вещества.
Изменяя количество газовой смеси дейтерия и трития, нагнетаемой в заряд, можно получать боеприпасы с регулируемой в широких пределах мощностью взрыва (см. Ядерная боеголовка изменяемой мощности).

### Конструкция типа «Swan»
Описанная схема сферической имплозии архаична и с середины 1950-х годов почти не применяется. Принцип действия конструкции типа «Swan» (англ. swan — лебедь), основан на использовании делящейся сборки особой формы, которая в процессе инициированной в одной точке одним взрывателем имплозии, сжимается в продольном направлении и превращается в надкритическую сферу. Сама оболочка состоит из нескольких слоёв взрывчатого вещества с разной скоростью детонации, которую изготавливают на основе сплава октогена и пластика в нужной пропорции и наполнителя — пенополистирола, так что между ним и находящейся внутри ядерной сборкой остаётся заполненное пенополистиролом пространство. Это пространство вносит нужную задержку за счёт того, что скорость детонации взрывчатки превышает скорость движения ударной волны в пенополистироле. Форма заряда сильно зависит от скоростей детонации слоёв оболочки и скоростью распространения ударной волны в полистироле, которая в данных условиях гиперзвуковая. Ударная волна от внешнего слоя взрывчатки достигает внутреннего сферического слоя одновременно по всей поверхности. Существенно более лёгкий тампер выполняется не из 238U, а из хорошо отражающего нейтроны бериллия. Можно предположить, что необычное название данной конструкции — «Лебедь» (первое испытание — Inca в 1956 г.) было подсказано формой шеи лебедя. Таким образом оказалось возможным отказаться от сферической имплозии и, тем самым, решить крайне сложную проблему субмикросекундной синхронизации взрывателей на сферической сборке и таким образом упростить и уменьшить диаметр имплозивного ядерного боеприпаса с 2 м у «Толстяка» до 30 см и менее в современных ядерных боеприпасах. На случай нештатного срабатывания детонатора существует несколько предохранительных мер, предотвращающих равномерное обжатие сборки и обеспечивающих её разрушение без ядерного взрыва. Меры основаны на том, что конструкцию в режиме хранения стремятся делать «полуразобранной». «Досборка» производится автоматически, по команде — такая операция называется операцией взведения.

### Термоядерные боеприпасы

Конструкция Теллера — Улама для двухфазного боеприпаса («термоядерная бомба»)

Конструкция термоядерного боеприпаса образца 1950-х годов с цилиндрическим зарядом термоядерного синтеза
(в современных конструкциях используются сферические вторичные ступени).
А) первичная ступень деления;
В) вторичная ступень термоядерного синтеза;
1) линзы, фокусирующие ударную волну от взрыва химического ВВ;
2) уран-238 (тампер) покрытый слоем бериллиевого отражателя нейтронов;
3) вакуум вокруг подвешенного плутониевого ядра;
4) тритий внутри полого плутониевого или уранового ядра;
5) полость, заполненная полистироловой пеной;
6) урановый (обжимающий) тампер;
7) дейтерид лития-6 (термоядерное топливо);
8) плутониевый стержень зажигания;
9) корпус для отражения рентгеновского излучения.

Мощность ядерного заряда, работающего исключительно на принципе деления тяжёлых элементов, ограничивается десятками килотонн. Энерговыход (англ. yield) однофазного ядерного взрывного устройства, усиленного термоядерным топливом внутри делящейся сборки (Boosted fission weapon), может достигать сотен килотонн. Создать однофазное ядерное взрывное устройство мегатонной и выше мощности практически невозможно, — увеличение массы делящегося вещества проблему не решает. Дело в том, что энергия, выделяющаяся в результате цепной реакции, раздувает сборку со скоростью порядка 1000 км/с, поэтому она быстро становится докритической и бо́льшая часть делящегося вещества не успевает прореагировать и просто разбрасывается ядерным взрывом. Например, в сброшенном на город Нагасаки «Толстяке» прореагировало не более 20 % из 6,2 кг заряда плутония, а в уничтожившем Хиросиму «Малыше» с пушечной сборкой распалось только 1,4 % из 64 кг обогащённого примерно до 80 % урана. Самый мощный в истории однофазный боеприпас — британский, взорванный в ходе испытаний Orange Herald в 1957 году, достиг мощности 720 кт. Многоугольная схема однофазного ядерного взрывного устройства, представляющая собой сборку из нескольких ядерных взрывных устройств-модулей, могла бы преодолеть этот барьер, но это её достоинство полностью нивелируется вполне возможной неприемлемой сложностью конструкции, и как следствие ненадёжностью срабатывания.
В двухфазном ядерном взрывном устройстве первая стадия физического процесса (primary) используется для запуска второй стадии (secondary), в ходе которой и выделяется наибольшая часть энергии. Такую схему принято называть конструкцией Теллера — Улама.
Энергия от детонации первичного заряда передаётся через специальный канал («interstage») в процессе радиационной диффузии квантов рентгеновского и гамма-излучения и обеспечивает детонацию вторичного заряда посредством радиационной имплозии запального плутониевого или уранового заряда. Последний также служит дополнительным источником энергии вместе с нейтронным отражателем из 235U или 238U, причём совместно они могут давать до 85 % от общего энерговыхода ядерного взрыва. При этом термоядерный синтез служит в большей мере источником нейтронов для деления тяжёлых ядер, а под воздействием нейтронов деления на ядра лития в составе дейтерида лития образуется тритий, который сразу вступает в реакцию термоядерного синтеза с дейтерием.
В первом двухфазном экспериментальном устройстве Иви Майк (Ivy Mike) (10,5 Мт в испытании 1952 году) вместо дейтерида лития использовались сжиженная дейтерий-тритиевая смесь, но в последующем крайне дорогой чистый тритий непосредственно в термоядерной реакции второй стадии не применялся. Только термоядерный синтез обеспечил 97 % основного энерговыхода в экспериментальной советской «Царь-бомбе» (она же «Кузькина мать»), взорванной в 1961 году с абсолютно рекордным выходом энергии на уровне 58 Мт ТЭкв. Наиболее эффективным по отношению мощность/вес двухфазным боеприпасом считается американский Mark 41 с мощностью 25 Мт, который выпускался серийно для развёртывания на бомбардировщиках B-47, B-52 и в варианте моноблока для МБР Титан-2. Нейтронный отражатель этой бомбы был изготовлен из 238U, поэтому она никогда не испытывалась в полном масштабе, во избежание масштабного радиационного загрязнения. При его замене на свинцовый мощность данного устройства снижалась до 3 Мт.

## Классы ядерных боеприпасов
Ядерные боеприпасы бывают следующие:
- ядерные авиационные бомбы,
- боевые блоки баллистических и крылатых ракет различной дальности,
- глубинные ядерные бомбы, якорные и донные ядерные мины;
- ядерные артиллерийские снаряды,
- боевые части морских торпед,
- инженерные ядерные мины, ядерные фугасы.

## Общая схема ядерного боеприпаса
Ядерный боеприпас состоит из:
- корпуса, который обеспечивает размещение отдельных блоков и систем, а также тепловую защиту. Разделён на отсеки, опционально комплектуется силовой рамой.
- ядерного заряда с силовыми элементами крепления,
- системы самоликвидации (более того, данная система нередко интегрирована в сам ядерный заряд),
- источника питания (часто его называют источником тока) длительного хранения (последнее означает, что при хранении источник питания неактивен и приводится в действие лишь при запуске ядерного боеприпаса),
- системы внешних датчиков и сбора данных,
- программного автомата,
- системы управления,
- системы взведения,
- исполнительной системы подрыва (если она не интегрирована непосредственно в ядерный заряд),
- системы поддержания микроклимата внутри гермообъемов (обязательно — система подогрева),
- системы самодиагностики,
- задатчика полётного задания и пульта блокировки (опционально),
- системы телеметрирования полётных параметров (опционально),
- двигательной установки и системы автопилотирования (опционально),
- постановщика помех (опционально),
- системы спасения (на телеметрических образцах),
- прочих систем.

Конструктивно-компоновочные схемы ЯБП многообразны и пытаться их систематизировать — занятие достаточно неблагодарное.
Общая идеология состоит в следующем:
— по возможности весь ЯБП должен быть осесимметричным телом, потому основные блоки и системы размещают тандемно по оси симметрии корпуса в контейнерах цилиндрической, сфероцилиндрической или конической формы, а также на специальной приборной раме
— массу ЯБП следует всемерно сокращать за счёт объединения силовых узлов, применение более прочных материалов, выбора оптимальной формы оболочек ЯБП и его отдельных отсеков и т. д.
— число электрических кабелей и разъёмов должно быть минимальным, на исполнительные устройства по возможности воздействие должно передаваться по пневмопроводу, либо с использованием взрыводетонирующих шнуров.
— блокировка ответственных узлов должна осуществляться с помощью конструкций, механически разрушаемых пирозарядами.
— активные вещества (например, бустирующий газ, компоненты для системы обогрева, химические ВВ и т. д.) предпочтительно закачивать из специальных резервуаров, размещённых внутри ЯБП, или даже на носителе.

## Средства доставки ядерных боеприпасов
Средством доставки ядерного боеприпаса к цели может быть практически любое тяжёлое вооружение. В частности, тактическое ядерное оружие с 1950-х годов существует в форме артиллерийских снарядов и мин — боеприпасов для ядерной артиллерии. Носителями тактического ядерного оружия могут быть реактивные снаряды РСЗО, но пока ядерные снаряды для РСЗО даже не созданы. Однако габариты многих современных ракет тяжёлых РСЗО позволяют разместить в них ядерную боевую часть, аналогичный применяемому ствольной артиллерией, в то время как некоторые РСЗО, например, российский «Смерч», по дальности практически сравнялись с тактическими ракетами, другие же (например, американская система MLRS) способны запускать со своих установок тактические ракеты. Тактические ракеты и ракеты большей дальности являются носителями ядерного оружия. В Договорах по ограничению вооружений в качестве средств доставки ядерного оружия рассматриваются баллистические и крылатые ракеты и самолёты. Исторически самолёты были первыми средствами доставки ядерного оружия, и именно с помощью самолётов было выполнено единственное в истории боевое ядерное бомбометание:
1. На японский город Хиросима 6 августа 1945 года. В 08:15 местного времени самолёт B-29 «Enola Gay» под командованием полковника Пола Тиббетса, находясь на высоте более 9 км, произвёл сброс атомной бомбы «Малыш» («Little Boy») на центр Хиросимы. Взрыватель был установлен на высоту 600 метров над поверхностью. Взрыв, эквивалентный от 13 до 18 килотонн тротила, произошёл через 45 секунд после сброса. Несмотря на такие «скромные» параметры, «примитивная» ядерная бомба «Малыш» стала самой смертоносной (из двух применённых), унеся более 50 000 человеческих жизней и став символом ядерной войны.
2. На японский город Нагасаки 9 августа 1945 года. В 10:56 самолёт В-29 «Bockscar» под командованием пилота Чарльза Суини сбросил бомбу «Толстяк» («Fat man»). Взрыв произошёл в 11:02 местного времени на высоте около 500 метров. Мощность взрыва составила 21 килотонну в тротиловом эквиваленте.

Развитие систем ПВО и ракетного оружия выдвинуло на первый план именно ракеты как средство доставки ядерного оружия. В частности баллистические и создаваемые гиперзвуковые крылатые ракеты обладают наибольшей скоростью доставки ядерного оружия к цели.
Договор СНВ-1 делил все баллистические ракеты по дальности на:
- Межконтинентальные (МБР) с дальностью более 5500 км;
- Ракеты средней дальности — от 1000 до 5500 км;
- Ракеты малой дальности — от 500 до 1000 км.

Договор РСМД, ликвидируя ракеты средней и меньшей (от 500 до 1000 км) дальности, вообще исключил из регулирования ракеты с дальностью до 500 км. В этот класс попали все тактические ракеты, и в настоящий момент такие средства доставки активно развиваются (особенно в Российской Федерации).
И баллистические, и крылатые ракеты могут быть размещены на подводных (обычно атомных) и надводных кораблях. Если это подлодка, то она называется, соответственно, ПЛАРБ и ПЛАРК. Кроме того, многоцелевые подводные лодки могут вооружаться торпедами и крылатыми ракетами с ядерными боевыми частями.
Ядерные торпеды могут использоваться как для атаки морских целей, так и побережья противника. Так, академиком Сахаровым был предложен проект торпеды Т-15 с зарядом около 100 мегатонн. Практически современной реализацией этой проектной идеи является торпеда «Посейдон».
Кроме ядерных зарядов, доставляемых техническими носителями, существуют ранцевые боеприпасы небольшой мощности, переносимые человеком, и предназначенные для использования диверсионными группами.
По назначению средства доставки ядерного оружия делятся на:
- тактическое, предназначенное для поражения живой силы и боевой техники противника на фронте и в тактических тылах. К тактическому ядерному оружию обычно относят и ядерные средства поражения морских, воздушных, и космических целей;
- оперативно-тактическое — для уничтожения объектов противника в пределах оперативной глубины;
- стратегическое — для уничтожения административных, промышленных центров и иных стратегических целей в глубоком тылу противника.

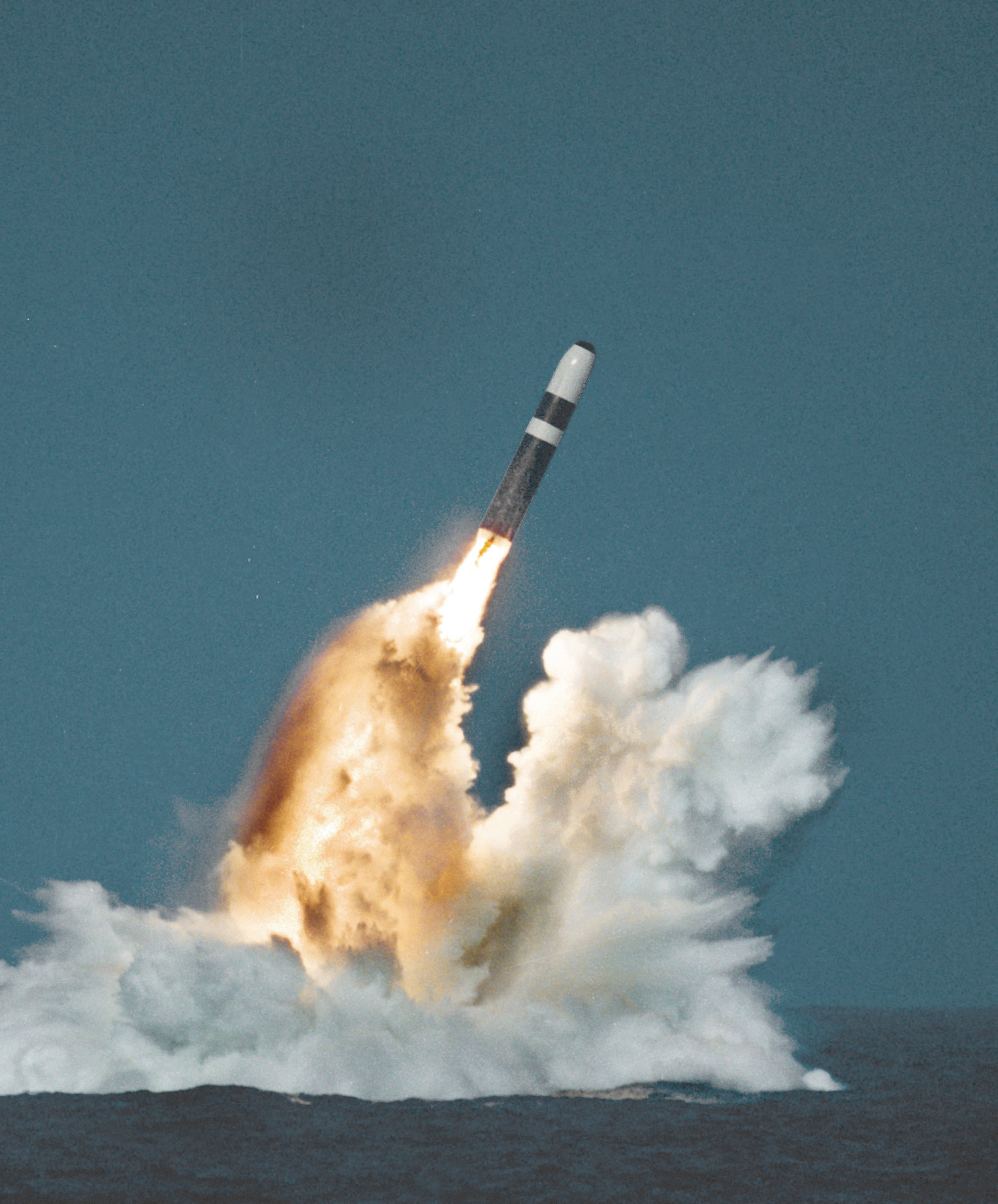
Запуск БРПЛ «Трайдент II» из подводного положения. Ракета может быть оснащена 8 боеголовками W88
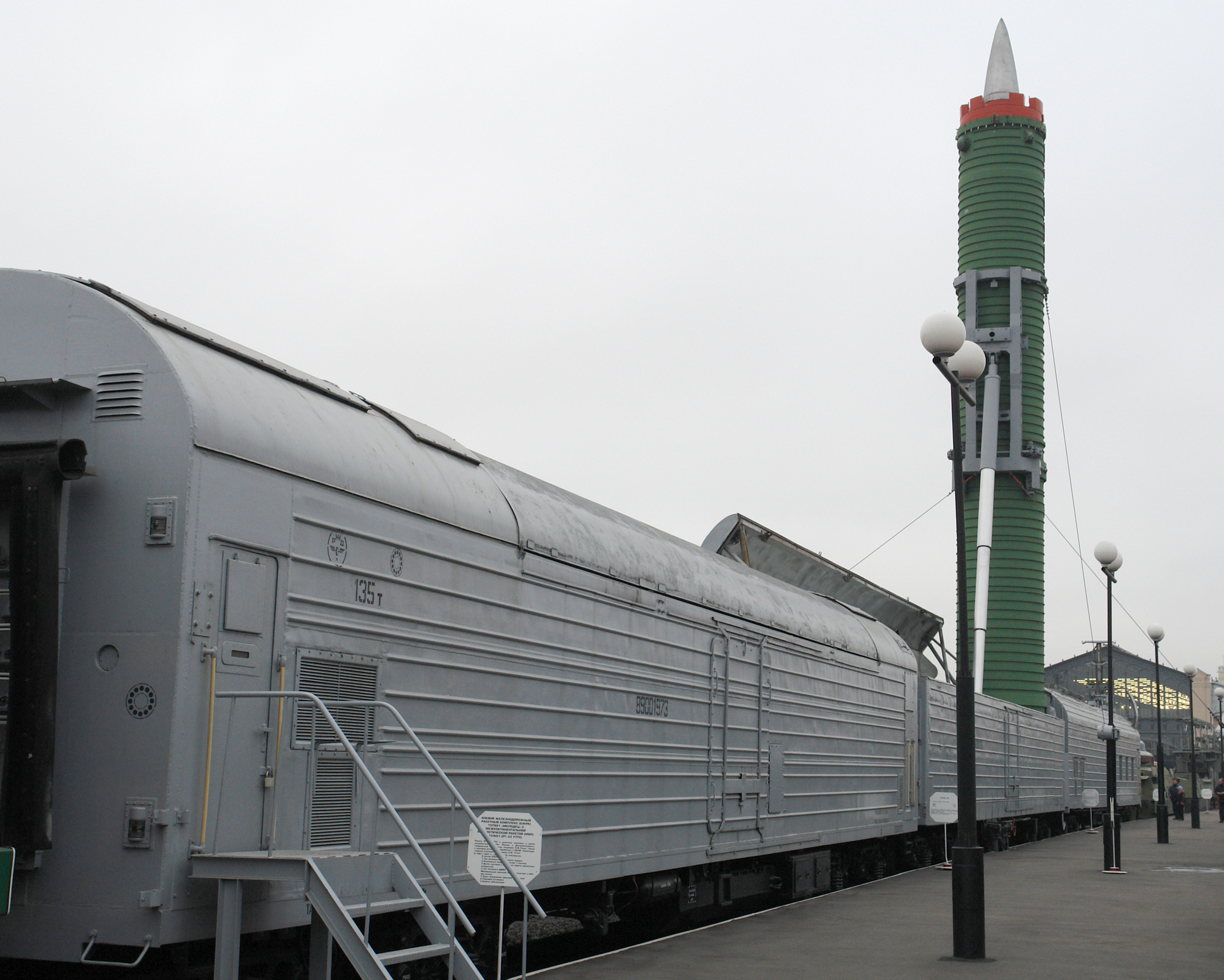
Боевой железнодорожный ракетный комплекс БЖРК 15П961 «Молодец» c межконтинентальной ракетой с ядерной боевой частью. Снят с вооружения в 1990-х годах.
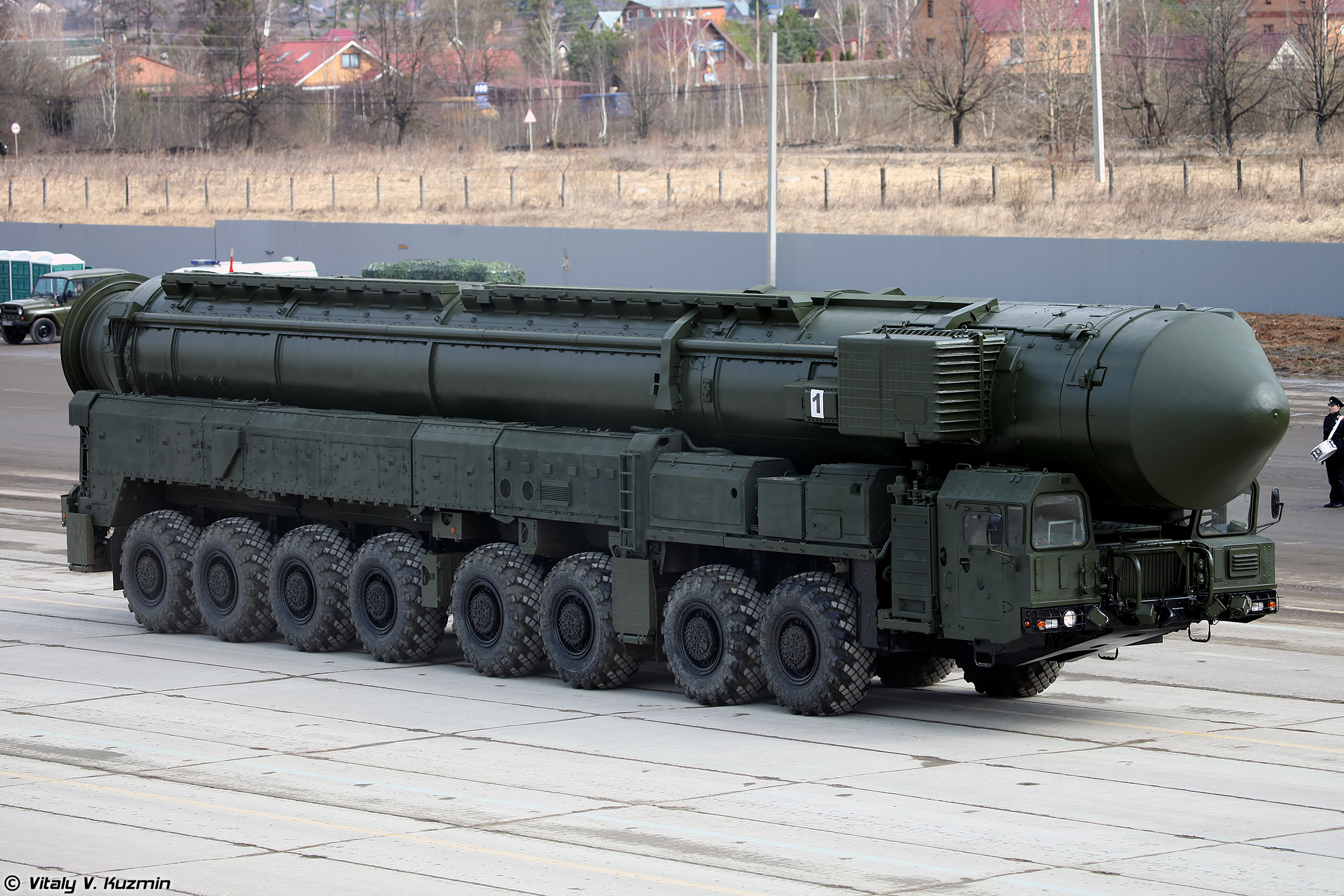
АПУ 15У175М комплекса РС-24 «Ярс».
- Испытание ядерной артиллерии США (Grable)

## История ядерного оружия

### Путь к созданию атомной бомбы
- В 1896 году французский химик Антуан Анри Беккерель открывает радиоактивность урана
- В 1899 году Эрнест Резерфорд обнаруживает альфа- и бета-лучи. В 1900 г. открыто гамма-излучение.
- В эти годы открыты многие радиоактивные изотопы химических элементов: в 1898 г. Пьером Кюри и Марией Кюри открыты полоний и радий, в 1899 году Резерфордом открыт радон, а Дебьерном — актиний.
- В 1903 году Резерфорд и Фредерик Содди опубликовали закон радиоактивного распада.
- В 1921 г. Отто Ган фактически открывает ядерную изомерию.
- В 1932 г. Джеймс Чедвик открыл нейтрон, а Карл Д. Андерсон — позитрон.
- В том же 1932 году в США Эрнест Лоуренс запустил первый циклотрон, а в Англии Эрнест Уолтон и Джон Кокрофт впервые расщепили ядро атома: они разрушили ядро лития, обстреливая его на ускорителе протонами.
- В 1934 г. Фредерик Жолио-Кюри открыл искусственную радиоактивность, а Энрико Ферми разработал методику замедления нейтронов. В 1936 г. им было открыто селективное поглощение нейтронов.
- В 1934 г. физик из Венгрии Лео Силард подал заявку на патент с общим описанием ядерного реактора (патент был выдан в 1936 г.)[13][14].
- В 1938 г. Отто Ган, Фриц Штрассман и Лиза Мейтнер открывают расщепление ядра урана при поглощении им нейтронов. С этого и начинается разработка ядерного оружия.
- В 1939 г. Фредерик Жолио-Кюри запатентовал конструкцию урановой бомбы.
- В 1940 г. Г. Н. Флёров и К. А. Петржак, работая в ЛФТИ, открыли спонтанное деление ядра урана.
- В июне 1940 г. в США был образован Национальный комитет по оборонным исследованиям, Комитет по урану вошёл в его состав в качестве подкомитета.
- Весной 1941 г. Ферми завершил разработку теории цепной ядерной реакции.
- 20 сентября 1941 г. в Англии на совещании Комитетом начальников штабов вынесено решение о немедленном начале строительства завода по изготовлению атомных бомб.
- 6 декабря 1941 г. в США принято решение о выделении средств и ресурсов на создание ядерного оружия.
- Первый квартал 1942 г. — английский военный кабинет занимается вопросами организации производства урановых бомб.
- В июне 1942 г. Ферми и Г. Андерсоном в ходе опытов был получен коэффициент размножения нейтронов больше единицы, что открыло путь к созданию ядерного реактора.
- 13 августа 1942 г. стартовал «Манхэттенский проект».
- 2 декабря 1942 г. в США заработал первый в мире ядерный реактор, осуществлена первая самоподдерживающаяся цепная ядерная реакция.
- 16 июля 1945 г. в США в пустыне под Аламогордо (штат Нью-Мексико) испытано первое ядерное взрывное устройство «Gadget» (одноступенчатое, на основе плутония).
- В августе 1945 г. на японские города американцами были сброшены первые атомные бомбы «Малыш» (6 августа, Хиросима) и «Толстяк» (9 августа, Нагасаки) (см. Атомные бомбардировки Хиросимы и Нагасаки).

### Послевоенное совершенствование ядерного оружия
- Июль 1946 г. США проводят операцию «Перекрёстки» на атолле Бикини: 4-й и 5-й атомные взрывы в истории человечества.
- Весной 1948 г. американцы провели операцию «Песчаник». Подготовка к ней шла с лета 1947 г. В ходе операции были испытаны 3 усовершенствованные атомные бомбы.
- 29 августа 1949 г. СССР провёл испытания своей атомной бомбы РДС-1, уничтожив ядерную монополию США.
- В конце января — начале февраля 1951 г. США открыли Ядерный полигон в Неваде и провели там операцию «Рейнджер» из 5 ядерных взрывов.
- В апреле — мае 1951 г. США провели операцию «Парник».
- В октябре — ноябре 1951 г. на полигоне в Неваде США провели операцию «Бастер-Джангл» и, во время взрыва DOG, войсковые учения «Дезерт Рок I».
- 1 ноября 1952 г. США провели на атолле Эниветок первое испытание термоядерного устройства мегатонного класса — Ivy Mike.
- В 1953 году СССР провёл испытания своей первой термоядерной бомбы.
- 1 марта 1954 г. на атолле Бикини проведено испытание Castle Bravo — самого мощного из взорванных США зарядов. Мощность взрыва достигла 15 мегатонн, в 2,5 раза превысив расчётную. Последствием взрыва стал инцидент с японским рыболовецким судном «Фукурю-Мару», вызвавший перелом в общественном восприятии ядерного оружия.
- В сентябре 1954 г. СССР, под командованием маршала Г. К. Жукова, провел экспериментальные войсковые учения на Тоцком полигоне, с применением штатного тактического ядерного боеприпаса (в частности отрабатывались тактика боевого применения ядерного боеприпаса и тактика защиты от поражающих воздействий ядерного взрыва, с прохождением военнослужащих непосредственно через эпицентр взрыва.
- В октябре 1961 г. СССР провёл испытания «Царь-бомбы» — самого мощного термоядерного заряда в истории.

## Ядерный клуб

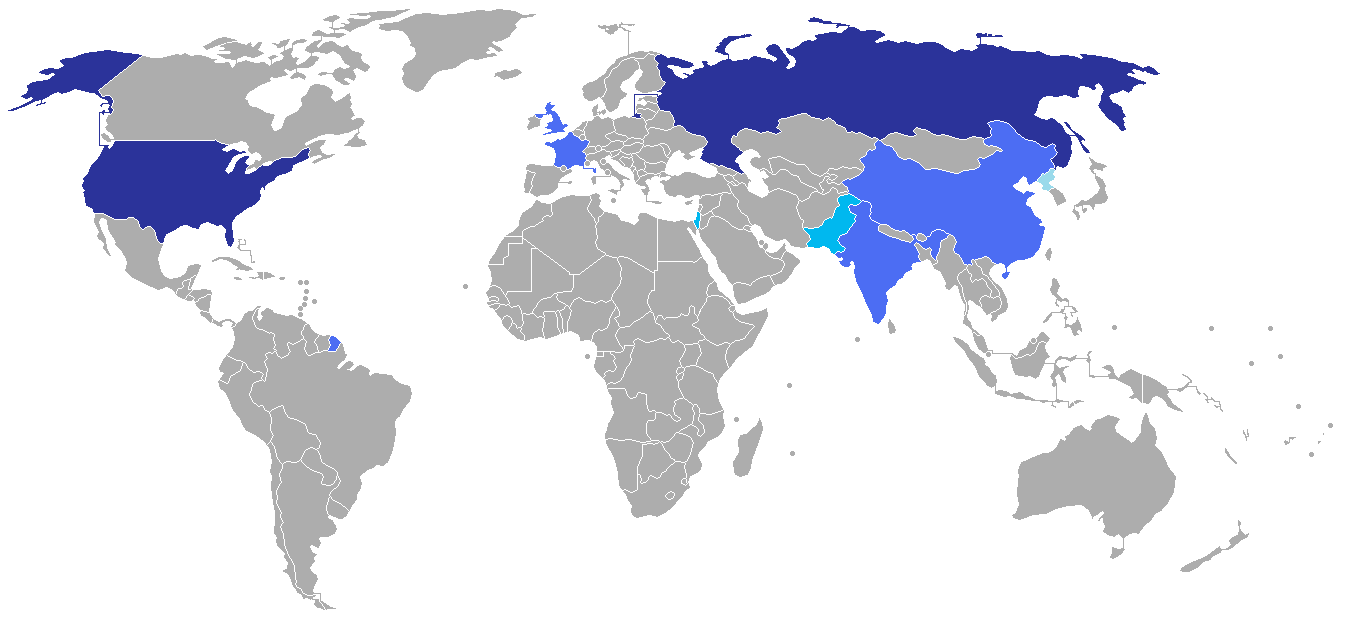
Крупные запасы и глобальный радиус действия (тёмно-синий), менее крупные запасы и глобальный радиус действия (синий), небольшие запасы и региональный радиус действия (голубой)

«Ядерный клуб» — неофициальное название группы стран, обладающих ядерным оружием. В неё входят США (c 1945), Россия (изначально Советский Союз: с 1949), Великобритания (1952), Франция (1960), КНР (1964), Индия (1974), Пакистан (1998) и КНДР (2006). Также имеющим ядерное оружие считается Израиль.
«Старые» ядерные державы США, Россия, Великобритания, Франция и Китай являются т. н. ядерной пятёркой — то есть государствами, которые считаются «легитимными» ядерными державами согласно Договору о нераспространении ядерного оружия. Остальные страны, обладающие ядерным оружием, называются «молодыми» ядерными державами.
Кроме того, на территории нескольких государств, которые являются членами НАТО и другими союзниками, находится или может находиться ядерное оружие США. Некоторые эксперты считают, что в определённых обстоятельствах эти страны могут им воспользоваться.

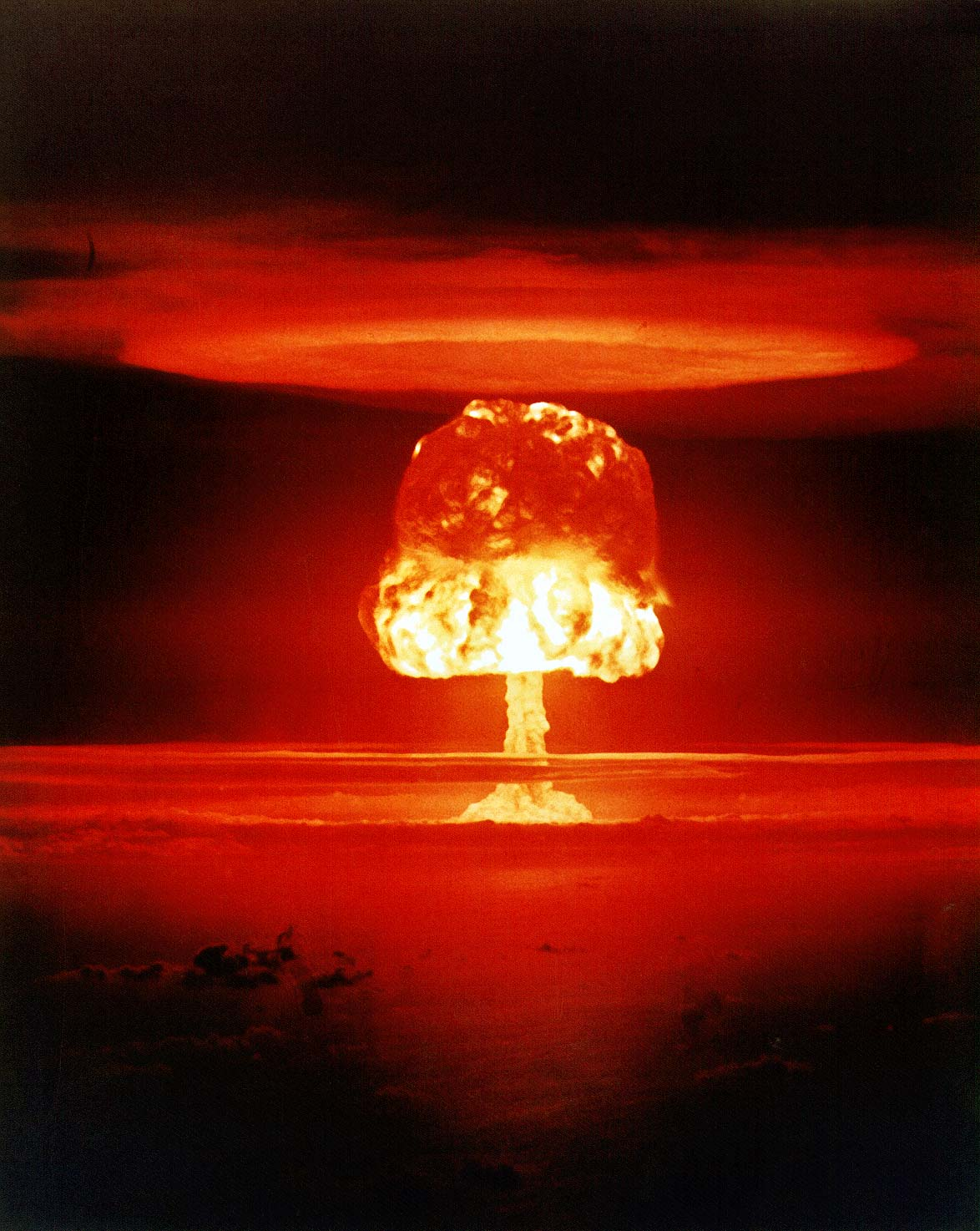
Испытание термоядерной бомбы на атолле Бикини, 1954 г. Мощность взрыва 11 Мт, из которых 7 Мт выделилось от деления тампера из урана-238

США осуществили первый в истории ядерный взрыв мощностью 20 килотонн 16 июля 1945 года. 6 и 9 августа 1945 ядерные бомбы были сброшены, соответственно, на японские города Хиросима и Нагасаки. Первое в истории испытание термоядерного устройства было проведено 1 ноября 1952 года на атолле Эниветок.
СССР испытал своё первое ядерное устройство мощностью 22 килотонны 29 августа 1949 года на Семипалатинском полигоне. Испытание первой в СССР термоядерной бомбы — там же 12 августа 1953 года. Россия стала единственным международно-признанным наследником ядерного арсенала Советского Союза.
Великобритания произвела первый надводный ядерный взрыв мощностью около 25 килотонн 3 октября 1952 года в районе островов Монте-Белло (северо-западнее Австралии). Термоядерное испытание — 15 мая 1957 года на острове Рождества в Полинезии.
Франция провела наземные испытания ядерного заряда мощностью 20 килотонн 13 февраля 1960 года в оазисе Регган в Алжире. Термоядерное испытание — 24 августа 1968 года на атолле Муруроа.
Китай взорвал ядерную бомбу мощностью 20 килотонн 16 октября 1964 года в районе озера Лобнор. Там же была испытана термоядерная бомба 17 июня 1967 года.
Индия произвела первое испытание ядерного заряда мощностью 20 килотонн 18 мая 1974 года на полигоне Покхаран в штате Раджастхан, но официально не признала себя обладателем ядерного оружия. Это было сделано лишь после подземных испытаний пяти ядерных взрывных устройств, включая 32-килотонную термоядерную бомбу, которые прошли на полигоне Покхаран 11—13 мая 1998 года.
Пакистан провёл подземные испытания шести ядерных зарядов 28 и 30 мая 1998 года на полигоне Чагай-Хиллз в провинции Белуджистан в качестве симметричного ответа на индийские ядерные испытания 1974 и 1998 годов.
КНДР заявила о создании ядерного оружия в середине 2005 года и провела первое подземное испытание ядерной бомбы предположительной мощностью около 1 килотонны 9 октября 2006 года (по-видимому, взрыв с неполным энерговыделением) и второе мощностью примерно 12 килотонн 25 мая 2009 года. 12 февраля 2013 года была испытана бомба мощностью 6-7 килотонн. 6 января 2016 года испытана, по официальным сообщениям КНДР, термоядерная бомба. 3 сентября 2017 года проведены испытания, как заявлено, заряда для МБР, зарегистрированная мощность взрыва составила около 100 килотонн.
Израиль не комментирует информацию о наличии у него ядерного оружия, однако, по единодушному мнению всех экспертов, владеет ядерными боезарядами собственной разработки с конца 1960-х — начала 1970-х гг.
Небольшой ядерный арсенал был у ЮАР, но все шесть собранных ядерных зарядов были добровольно уничтожены при демонтаже режима апартеида в начале 1990-х годов. Полагают, что ЮАР проводила собственные или совместно с Израилем ядерные испытания в районе острова Буве в 1979 году. ЮАР — единственная страна, которая самостоятельно разработала ядерное оружие и добровольно от него отказалась.
Украина, Беларусь и Казахстан, на территории которых находилась часть ядерного вооружения СССР, после подписания в 1992 году Лиссабонского протокола были объявлены странами, не имеющими ядерного оружия, и в 1994—1996 годах передали все ядерные боеприпасы Российской Федерации.
По различным причинам добровольно отказались от своих ядерных программ Швеция, Бразилия, Аргентина, Испания, Италия, Ливия (на разных стадиях; ни одна из этих программ не была доведена до конца). Недобровольно (военной силой со стороны Израиля) была прекращена ядерная программа Ирака. В разные годы подозревалось, что ядерное оружие могут разрабатывать ещё несколько стран. В настоящее время предполагается, что наиболее близок к созданию собственного ядерного оружия Иран (однако ядерного оружия у него до сих пор нет). Также по мнению многих специалистов, некоторые страны (например, Япония и Германия), не обладающие ядерным оружием, по своим научно-производственным возможностям способны создать его в течение короткого времени после принятия политического решения и финансирования. У Японии есть значительные запасы реакторного плутония (не путать с оружейным).
Исторически потенциальную возможность создать ядерное оружие второй или даже первой имела нацистская Германия. Однако её урановый проект до её разгрома по ряду причин завершён не был.

## Запасы ядерного оружия в мире
Количество боеголовок (активных и в резерве):
|                | 1947 | 1952 | 1957 | 1962    | 1967    | 1972    | 1977    | 1982    | 1987    | 1989   | 1992    | 2002    | 2010    | 2015    | 2018             | 2022    |
| -------------- | ---- | ---- | ---- | ------- | ------- | ------- | ------- | ------- | ------- | ------ | ------- | ------- | ------- | ------- | ---------------- | ------- |
| США            | 32   | 1005 | 6444 | ≈26 000 | >31 255 | ≈27 000 | ≈25 000 | ≈23 000 | ≈23 500 | 22 217 | ≈12 000 | ≈10 600 | ≈8500   | ≈7200   | ≈6800            | ≈5428   |
| СССР/Россия    | —    | 50   | 660  | ≈4000   | 8339    | ≈15 000 | ≈25 000 | ≈34 000 | ≈38 000 |        | ≈25 000 | ≈16 000 | ≈11 000 | ≈8000   | ≈7000            | ≈5977   |
| Великобритания | —    | —    | 20   |         | 270     |         |         |         |         |        |         | 512     | ≈225    | 215     | 215              | 225     |
| Франция        | —    | —    | —    |         | 36      |         |         |         |         |        |         | 384     | ≈350    | 300     | 300              | 290     |
| Китай          | —    | —    | —    | —       | 25      |         |         |         |         |        |         | ≈400    | ≈400    | 250     | от 240 до 10 000 | 350     |
| Израиль        | —    | —    | —    | —       | —       |         |         |         |         |        |         | ≈200    | ≈150    | 80      | 460              | 90      |
| Индия          | —    | —    | —    | —       | —       | —       |         |         |         |        |         | ≈100    | ≈100    | ≈100    | ≈110             | ≈160    |
| Пакистан       | —    | —    | —    | —       | —       | —       | —       | —       | —       | —      | —       | ≈100    | ≈110    | ≈110    | ≈120             | ≈165    |
| КНДР           | —    | —    | —    | —       | —       | —       | —       | —       | —       | —      | —       | —       | ≈5—10   | <10     | ≈35              | ≈20     |
| ЮАР            | —    | —    | —    | —       | —       | —       | —       | —       | —       | 6      | —       | —       | —       | —       | —                | —       |
| Итого          | 32   | 1055 | 7124 | ≈30 000 | >39 925 | ≈42 000 | ≈50 000 | ≈57 000 | 63 485  |        | <40 000 | <28 300 | <20 850 | ≈15 700 | ≈14 900          | ≈12 705 |

Примечание: Данные по России c 1991 г. и США c 2002 г. включают только боезаряды стратегических носителей; оба государства располагают также значительным количеством тактического ядерного оружия, которое трудно поддаётся оценке.

## Законность применения ядерного оружия
4 ноября 1961 года Генеральная Ассамблея ООН приняла резолюцию № 1653 (XVI) «Декларация о запрещении применения ядерного и термоядерного оружия», в которой говорится:

а) применение ядерного и термоядерного оружия противоречит духу, букве и целям Организации Объединённых Наций и поэтому является прямым нарушением Устава Организации Объединённых Наций;
b) применение ядерного и термоядерного оружия выйдет даже за рамки военных операций и причинит человечеству и цивилизации массовые разрушения и страдания и поэтому противоречит нормам международного права и законам человечности;
c) применение ядерного и термоядерного оружия является войной, направленной не только против того или иного противника или против тех или иных противников, но и против всего человечества в целом, так как народы мира, не участвующие в такой войне, подвергнутся всем бедствиям, вызванным применением такого оружия;
d) любое государство, применяющее ядерное или термоядерное оружие, должно рассматриваться как нарушившее Устав Организации Объединённых Наций, действующее вопреки законам человечности и совершающее преступление против человечества и цивилизации.

5 декабря 1994 года Генеральная Ассамблея попросила Международный суд ООН вынести консультативное заключение по вопросу о том, допускает ли международное право при каких-либо обстоятельствах угрозу ядерным оружием или его применение. В своём консультативном заключении от 19 июля 1996 года Международный суд ООН указал, что ввиду «уникальных характеристик» ядерного оружия его применение вряд ли совместимо с требованиями международного гуманитарного права, однако суд не может сделать окончательный вывод о том, будут ли угроза ядерным оружием или его применение законными или незаконными в чрезвычайном случае самообороны, когда под угрозу поставлено само дальнейшее существование государства.

## Ядерное разоружение
Осознание значительности угрозы ядерного оружия для человечества и цивилизации привело к выработке ряда мер международного характера с целью минимизации риска его распространения и применения.

### Принцип нераспространения
Физические принципы построения ядерного оружия общедоступны. Также не являются секретом общие принципы конструирования различных типов зарядов. Однако конкретные технологические решения повышения эффективности зарядов, конструкция боеприпасов, методы получения материалов с требуемыми свойствами чаще всего публично недоступны.
Основой принципа нераспространения ядерного оружия является трудоёмкость и затратность разработки, проистекающая из масштабности научных и промышленных задач: приобретение делящихся материалов; разработка, постройка и эксплуатация заводов по обогащению урана и реакторов для наработки оружейного плутония; испытания зарядов; масштабная подготовка учёных и специалистов; разработка и постройка средств доставки боеприпасов и т. п. Скрыть такие работы, ведущиеся на протяжении значительного времени, практически невозможно. Поэтому страны, обладающие ядерными технологиями, договорились о запрете бесконтрольного распространения материалов и оборудования для создания оружия, компонентов оружия и самого оружия.

### Договор о запрещении ядерных испытаний
В рамках принципа нераспространения был принят договор о запрещении испытаний ядерного оружия.

### Советско-американские и российско-американские договоры
С целью ограничения наращивания вооружений, уменьшения угрозы случайного их применения и поддержания ядерного паритета СССР и США выработали ряд соглашений, оформленных в виде договоров:
- Договоры об ограничении стратегических вооружений в 1972 и 1979 годах (ОСВ-I и ОСВ-II).
- Договор об ограничении систем противоракетной обороны (1972).
- Договор о ликвидации ракет средней и меньшей дальности (1987).
- Ряд договоров об ограничении стратегических наступательных вооружений (СНВ-I (1991) и Лиссабонский протокол к нему (1992), СНВ-II (1993), СНП (2002) и СНВ-III (2010)).

### Договор о запрещении ядерного оружия
7 июля 2017 года текст разработанного юридически обязывающего документа о запрете ядерного оружия поддержали 122 государства. Однако обладающие ядерным оружием страны не принимали участие в разработке этого документа. Договор о запрещении ядерного оружия к январю 2021 года был подписан 86 государствами и ратифицирован 51 государством. В сентябре 2017 года Великобритания, США и Франция выступили с совместным заявлением, в котором сообщили, что никогда не станут участниками этого договора. МИД РФ также заявил, что Россия не подпишет этот договор, поскольку он «противоречит национальным интересам страны».